# Ertharin Cousin

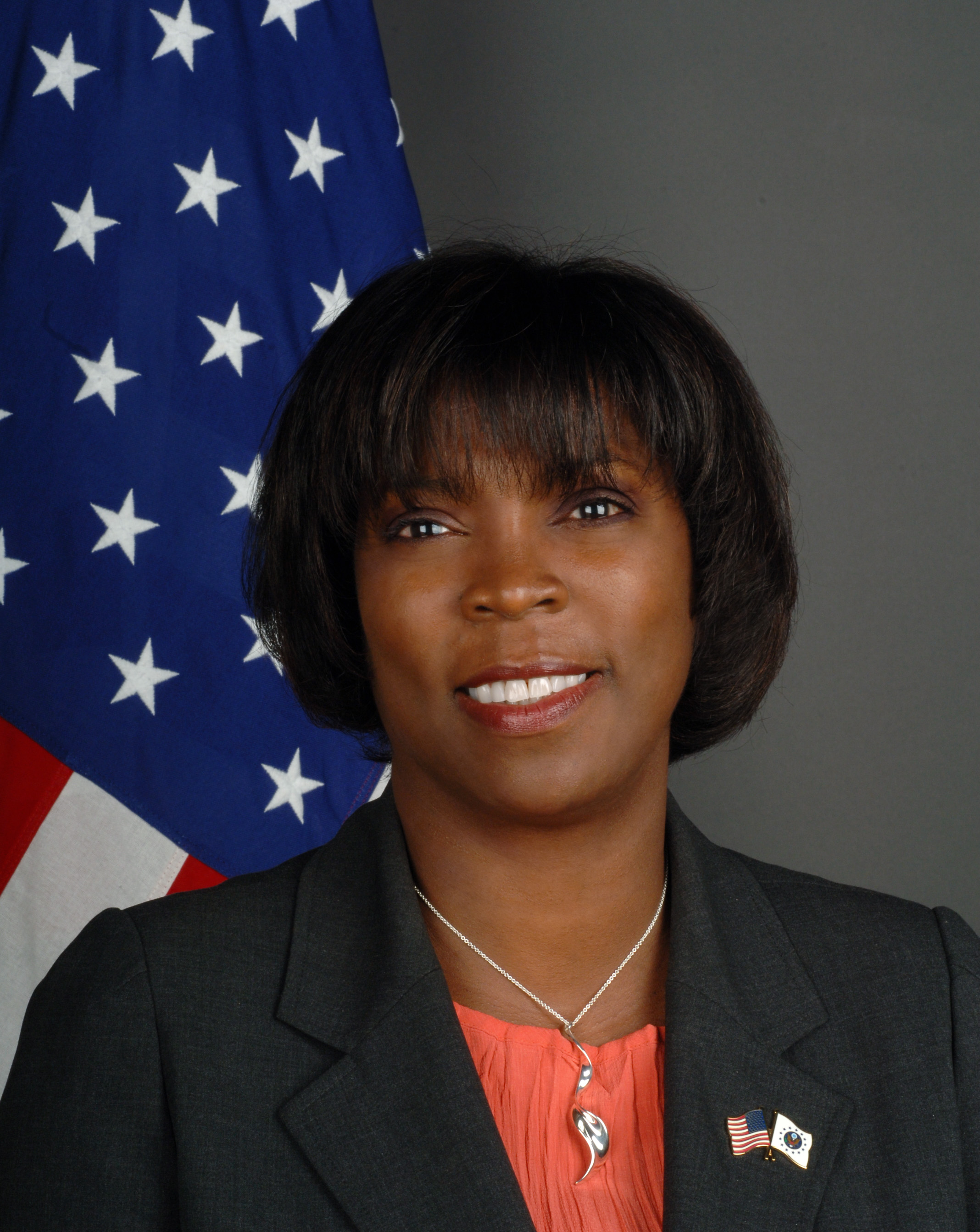
Ertharin Cousin

Ertharin Cousin (Chicago, 1957) is een Amerikaans diplomaat, en was van april 2012 tot april 2017 het hoofd van het Wereldvoedselprogramma (WFP) van de Verenigde Naties. Hierna werd ze hoogleraar aan Stanford University.
Ze volgde als hoofd van het WFP Josette Sheeran op en werd zelf opgevolgd door David Beasley. Vanaf 2009 was ze reeds Amerikaans ambassadeur bij het WFP in Rome. Eerder was ze ook voorzitter van Feeding America, de grootste binnenlandse organisatie in Amerika die zich bezighoudt met voedselproblematiek. 